# Геологія Південно-Африканської Республіки

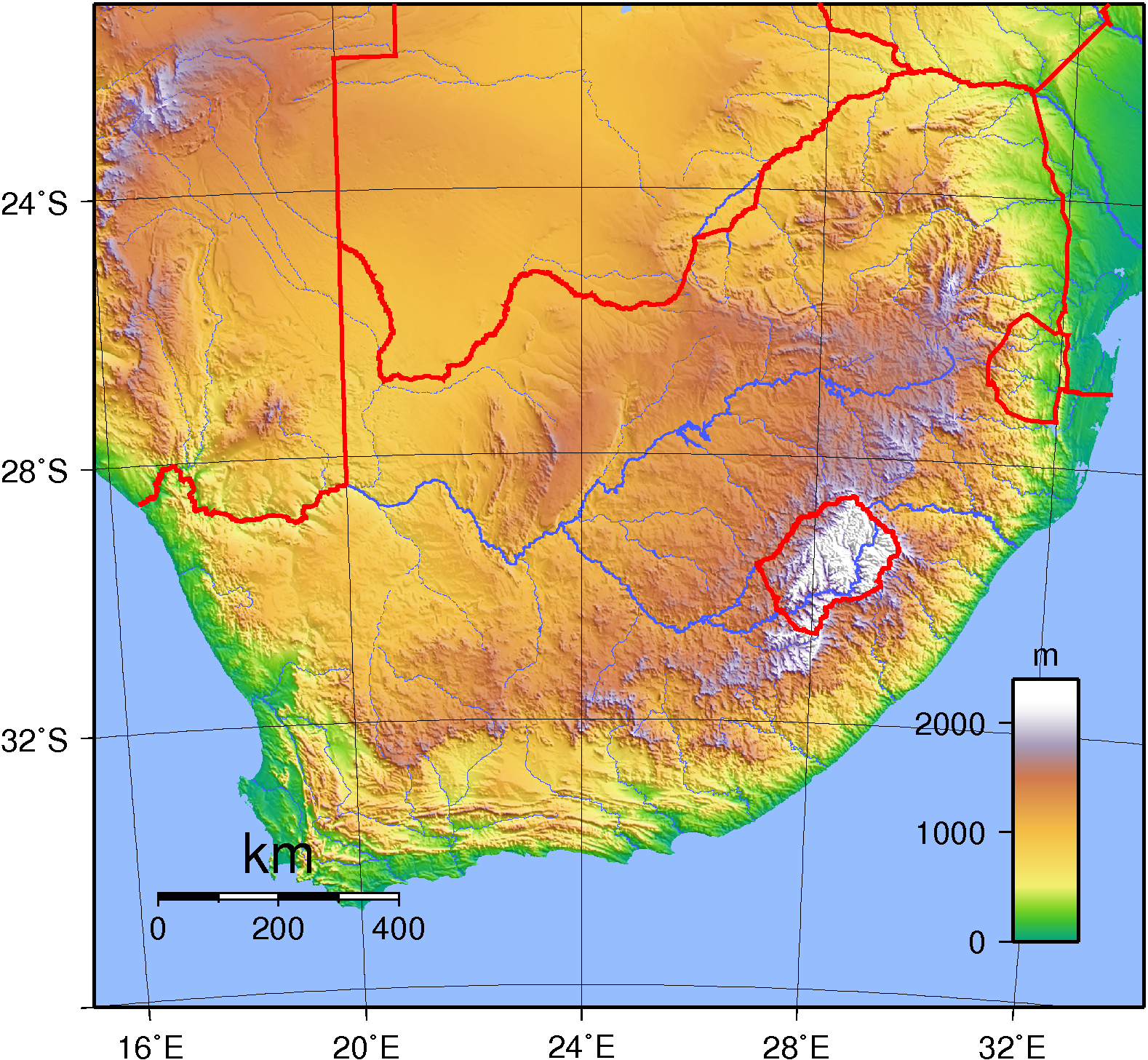
Topography of South Africa

Геоло́гія Півде́нно-Африка́нської Респу́бліки
На території ПАР виділяється декілька великих тектонічних структур, стабілізованих в різні епохи докембрію. Найбільша структура — архейський Капваальський кратон, обрамований різновіковими докембрійськими складчастими поясами: Лімпопо (на півночі), Кронберґ і Гарієп (на заході), Намакваленд (на півдні-заході). На сході вздовж кордону з Мозамбіком кратон обмежений вулканогенною монокліналлю Лебомбо, що є бортом верхньо-палеозойсько-кайнозойського периконтинентального прогину. Вздовж південній околиці Африки Капваальський кратон примикає до Капського складчастого пояса (ранній мезозой). Фундамент Капваальського кратона складений мігматито-ґнейсами (понад 3,8 млрд років) і ранньоархейськими зеленосланцевими вулканогенно-осадовими гірськими породами (3,4—3,1 млрд років), з якими пов'язані родовища руд стибію і золота. Фундамент кратона виступає в крайових західних і східних підняттях, а на іншій території він перекритий пологими відкладами докембрію і верхнього карбону — нижньої юри (система Карру), які виповнюють глибоку синеклізу. Відклади чохла (верхній архей і ниній протерозой) містять дуже багате золото-уранове (система Вітватерсранд), залізо-марганцеве і азбестове зруденіння.
Докембрійські відклади чохла утворюють великий субширотний прогин (1650×350 км) прорваний в його найбільш глибокій частині величезним Бушвельдським комплексом. З останнім пов'язані унікальні родовища хромітів, платинових, нікелевих, залізо-титанових, ванадієвих та олов'яних руд. На півненному кратону породи фундаменту і Бушвелдського комплексу включають карбонатити (2—1,5 млрд років), які містять багате мідне і фосфатне зруденіння. На південно-східному кратону докембрійські і перекриваючі їх континентальні пізньокам'яновугільні — пермські відклади прорвані численними кімберлітовими алмазоносними трубками в основному пізнього тріасу та юри. Відклади системи Карру вміщають великі вугільні басейни, а на півдні синеклізи з дайками юрських діабазів пов'язане мідно-нікелеве зруденіння.
Складчастий пояс Лімпопо лише частково заходиться в межах ПАР (тільки південний край поясу). Він представлений гнейсовим комплексом катархею (понад 3,8 млрд років) і анортозит-амфіболіто-параґнейсовими товщами нижнього архею, які містять мармури та кварцити. Метаморфічні комплекси поясу розтяті поздовжніми древніми і молодими розломами (мідне зруденіння) і прорвані юрськими і крейдовими інтрузіями лужних порід. Між молодими розломами в прогинах залягають осадові і вулканогенні породи верхнього карбону-тріасу. Архейські ґнейси містять родовища графіту, вермикуліту, корунду, кіаніту і силіманіту.
У будові Намаквалендського пояса головне значення має архейський ґнейсовий комплекс, в якому розташовані роз'єднані синклінорні зони, складені кварцит-амфіболіто-ґнейсовими гірськими породами нижнього протерозою (мідне і мідно-поліметалічне зруденіння). У західному широтному сегменті пояса древні породи прорвані мідноносними норитами і рідкіснометалічними пегматитами.
Складчастий пояс Кронберґ, одного віку з Намаквалендським, складений гірськими породами нижнього протерозою, але на відміну від останнього не зазнав термотектогенезу. Розташований між ними кратон Калахарі перекритий переважно відкладами пізнього протерозою і верхнього палеозою. Фундамент кратону, прорваний пізньопротерозойськими лужними масивами і карбонатитами. Складчастий пояс Гарієп, що зрізає вздовж Атлантичного узбережжя Намаквалендський пояс, складений вулканогенно-осадовими і теригенно-карбонатними товщами верхнього протерозою.
У будові Капського поясу беруть участь осадові товщі верхнього протерозою, палеозою і тріасу. Протерозойські породи, прорвані докембрійськими гранітами, виступають тільки у вузьких горстах. У дрібних ґрабенах залягають мілководні морські і континентальні осади верхньої юри і нижньої крейди.